# 津村謙
津村 謙（つむら けん、1923年12月12日 - 1961年11月28日）は、富山県下新川郡入善町出身の歌手。男性。
本名：松原 正（まつばら ただし）。妻は元宝塚の大国阿子。

## 経歴・人物
魚津中学校卒業後、上京し、江口夜詩の門下となる。1943年（昭和18年）、テイチクからデビューしたが、まもなく徴兵される。
1946年（昭和21年）、芸名を津村謙として再デビュー。この芸名は、戦時中に発表されて一世を風靡した映画『愛染かつら』の主人公・津村浩三の「津村」と、それを演じた俳優・上原謙の「謙」を取ったものである。
しばらくヒットに恵まれなかったが、1951年（昭和26年）に、「上海帰りのリル」（作詞：東条寿三郎、作曲：渡久地政信）が大ヒット（島耕二監督によって1952年に映画化／後に根津甚八がカバーする）。一躍大スターになる。この曲は、1957年に作家の松本清張が『別冊・文藝春秋』に発表した「捜査圏外の条件」にモチーフとして使われており、発売後6年経過した時点でも、人々に口ずさまれていたことがわかる。「上海帰りのリル」の大ヒットに便乗して、他社からもリルと銘打った楽曲がいくつか発売されたが、「上海帰りのリル」を超えるリルソングは生まれなかった。なお、リルとは「my little daring」の略であるとされている。
その後、「リルを探してくれないか」、「心のリルよなぜ遠い」、「紅椿の歌」、「東京の椿姫」、「待ちましょう」、「あなたと共に」（吉岡妙子とのデュエット）などのヒット曲を歌った。端正な風貌と、声楽家を思わせる美声で、「天鵞絨（びろーど）の歌声」のニックネームがあった。
NHK紅白歌合戦にも、1952年から1958年まで8回連続出場している（詳細は下記参照）。
1961年11月28日、東京都杉並区の自宅車庫にエンジンを入れたまま停めてあった乗用車の運転席で、排気ガスによる一酸化炭素中毒で昏睡状態になっているところを家族に発見され病院に搬送されたが、意識が快復しないまま同日死去。37歳没。飲酒の形跡はなかった。麻雀帰りで遅くなり、家族を起こしてしまうのではと気遣い、自家用車の中で眠ってしまったのが事故の原因であった。墓所は小平霊園（7-14-21）。
津村の「赤いマフラー」は、山陰放送「音楽の風車」のテーマソングとして開局時より採用され、今日なお使われ続けている。
また、「上海帰りのリル」は出身地である入善町に所在する、あいの風とやま鉄道あいの風とやま鉄道線入善駅の到着メロディとして、2017年より使用されている。

## 人物
- 同じキングレコード所属の歌手、三条町子によると、津村謙は口数が少なく、物静かな人物であったという。また、麻雀が大好きであったという（この麻雀好きが祟って、結果的に事故の原因を生み出すことになった）。

## NHK紅白歌合戦出場歴
| 年度/放送回              | 放送日   | 会場                       | 回 | 曲目                   | 出演順 | 対戦相手    | 備号 |
| ------------------------ | -------- | -------------------------- | -- | ---------------------- | ------ | ----------- | ---- |
| 1952年（昭和27年）/第2回 | 1月3日   | NHK東京放送会館第1スタジオ | 初 | 上海帰りのリル         | 03/12  | 笠置シヅ子  |      |
| 1953年（昭和28年）/第3回 | 1月2日   | NHK東京放送会館第1スタジオ | 2  | 東京の椿姫             | 06/12  | 奈良光枝(1) |      |
| 1953年（昭和28年）/第4回 | 12月31日 | 日本劇場（日劇）           | 3  | リルを探してくれないか | 07/17  | 菊池章子(1) |      |
| 1954年（昭和29年）/第5回 | 12月31日 | 日比谷公会堂               | 4  | 待ちましょう           | 07/15  | 菊池章子(2) |      |
| 1955年（昭和30年）/第6回 | 12月31日 | 産経ホール                 | 5  | あなたと共に           | 14/16  | 奈良光枝(2) |      |
| 1956年（昭和31年）/第7回 | 12月31日 | 東京宝塚劇場               | 6  | 青春の街               | 11/25  | 池真理子    |      |
| 1957年（昭和32年）/第8回 | 12月31日 | 東京宝塚劇場               | 7  | 流転わらべ唄           | 14/25  | 奈良光枝(3) |      |
| 1958年（昭和33年）/第9回 | 12月31日 | 新宿コマ劇場               | 8  | 霧雨のけむる道         | 12/25  | 織井茂子    |      |

- このうち、第6回・第7回・第8回・第9回はラジオ中継による音声が現存する。

## 主な映画出演
- 遊侠の群れ（1948年、松竹）
- 上海帰りのリル（1952年、新東宝）　-　※DVD発売
- 花形歌手　七つの歌（1953年、大映）
- 霧の第三桟橋（1953年、新東宝）
- 陽気な天国（1953年、日活）